# Mayna odorata
Mayna odorata är en tvåhjärtbladig växtart som beskrevs av Jean Baptiste Christophe Fusée Aublet. Mayna odorata ingår i släktet Mayna och familjen Achariaceae. Inga underarter finns listade i Catalogue of Life.